# Nabój 10 mm Auto
10 mm Auto – amerykański nabój pistoletowy

## Historia
Na początku lat 80. XX wieku większość sprzedawanych w USA pistoletów strzelała nabojami 9 × 19 mm Parabellum lub .45 ACP. Wadą pistoletów kalibru 9 mm była zbyt niska zdolność obalająca wystrzeliwanych pocisków, natomiast broń strzelająca amunicją .45 ACP (11,43 mm) miała małą pojemność magazynków.
W 1983 roku kalifornijska firma Dornaus & Dixon opracowała pistolet Bren Ten. Strzelał on nową amunicją 10 mm Auto, produkowaną na zamówienie firmy Dornaus & Dixon przez szwedzką firmę Norma AB.
Nowy nabój miał łączyć zalety naboi 9 mm Parabellum i .45 ACP. Dzięki większemu kalibrowi i energii pocisku miał mieć zdolność obalającą wyższą od pocisków 9 mm, natomiast mniejsza średnica niż naboi .45 ACP umożliwiała skonstruowanie magazynków o dużej pojemności.
Nabój 10 mm Auto nie wzbudził większego zainteresowania. Po zaprzestaniu produkcji pistoletu Bren Ten opracowano wzorowane na Colcie M1911A1 pistolety Colt Delta Elite i Springfield Omega, ale nie zdobyły one dużej popularności.
W 11 kwietnia 1986 roku w Miami, w czasie próby aresztowania dwóch przestępców (incydent szeroko znany jako FBI Miami Shootout) zginęło dwóch agentów FBI, a trzech zostało ciężko rannych. Jak wykazała sekcja zwłok obaj przestępcy pomimo otrzymania śmiertelnych ran w pierwszych sekundach starcia (jeden z nich został trafiony w głowę, drugi dwukrotnie w klatkę piersiową), byli zdolni jeszcze przez kilka minut poruszać się i prowadzić celny ogień do agentów.
W efekcie wydarzeń w Miami FBI przeprowadziła w 1988 roku badania kilku naboi. W ich efekcie postanowiono przyjąć do uzbrojenia nabój 10 mm Auto. Ponieważ odrzut pistoletów strzelających tym nabojem uznano za zbyt wysoki, wersja dla FBI (oznaczona jako 10 mm FBI) opracowana przez firmę Federal miała być elaborowana mniejszą ilością prochu. Razem z nową amunicją zamówiono pistolety SW Model 1006. Pomimo elaboracji mniejszą ilością prochu, odrzut broni strzelającej nabojem 10 mm FBI okazał się nadal zbyt duży. Dlatego FBI zdecydowało się pozostawić w uzbrojeniu nabój 9 mm Parabellum, a nabój 10 mm FBI wycofano z uzbrojenia.
W latach 90. pojawiło się na rynku kilka nowych pistoletów kalibru 10 mm. Jednak duża długość naboju 10 mm Auto utrudniała przystosowanie do tego naboju istniejących typów pistoletów, a duży odrzut strzelającej nim broni utrudniał sprzedaż. Obecnie nabój 10 mm Auto jest nadal produkowany. Stał się także podstawą do zaprojektowania takich naboi jak .41 AE i .40 S&W